# Copa América 2024
La Copa América 2024 è stata la 48ª edizione della competizione continentale per nazionali maggiori maschili organizzata dalla CONMEBOL e, per questa edizione, in sinergia con la CONCACAF. Il torneo si è disputato negli Stati Uniti, per la seconda volta dopo l'edizione 2016, dal 20 giugno al 14 luglio 2024.
La nazionale campione in carica era l'Argentina che si è confermata vincitrice della manifestazione con il sedicesimo trionfo dopo aver sconfitto in finale la Colombia con il punteggio di 1-0 dopo i tempi supplementari. L'Argentina è diventata la nazionale con il maggior numero di trionfi nella competizione.

## Scelta della sede

Il logo della competizione proposto dalla candidatura degli Stati Uniti d'America.

Nonostante il torneo fosse stato inizialmente programmato per il 2023, nel 2017 la CONMEBOL si è tuttavia accordata con la UEFA per far giocare i due tornei continentali durante lo stesso periodo a partire dal 2020, così da facilitare la partecipazione dei calciatori militanti in Europa.
Inizialmente, in base all'ordine delle nazioni ospitanti il torneo, l'organizzazione dell'edizione del 2024 avrebbe dovuto essere assegnata all'Ecuador, ma il presidente della CONMEBOL Alejandro Domínguez nel 2019 dichiarò che l'Ecuador era solo candidato ad ospitare l'edizione, ma che non fosse stata ancora presa una decisione ufficiale. Nel novembre 2022 la federazione ecuadoriana ha definitivamente rinunciato ad organizzare l'evento. A quel punto, Perù e Stati Uniti hanno espresso il loro interesse ad ospitare la manifestazione.
Il 27 gennaio 2023 la federazione ha annunciato che, come parte della collaborazione tra CONMEBOL e CONCACAF, l'edizione 2024 sarebbe stata disputata negli Stati Uniti e che avrebbe visto la partecipazione di sei squadre iscritte alla federazione nordamericana, in base ai piazzamenti della CONCACAF Nations League 2023-2024.

## Stadi
Il 20 novembre 2023 è stato annunciato che la partita di apertura si sarebbe tenuta al Mercedes-Benz Stadium di Atlanta, in Georgia, mentre la finale si sarebbe disputata all'Hard Rock Stadium di Miami Gardens, in Florida. Tutte le altre sedi sono state selezionate e annunciate il 4 dicembre 2023, due settimane dopo la conferma delle sedi della gara di apertura e della finale.
| Arlington Atlanta Austin Charlotte East Rutherford Houston Inglewood Santa Clara Glendale Paradise Kansas City Miami Gardens Orlando | Arlington Atlanta Austin Charlotte East Rutherford Houston Inglewood Santa Clara Glendale Paradise Kansas City Miami Gardens Orlando | Arlington, Texas            | Atlanta, Georgia                     |
| --- | --- | --------------------------- | ------------------------------------ |
| Arlington Atlanta Austin Charlotte East Rutherford Houston Inglewood Santa Clara Glendale Paradise Kansas City Miami Gardens Orlando | Arlington Atlanta Austin Charlotte East Rutherford Houston Inglewood Santa Clara Glendale Paradise Kansas City Miami Gardens Orlando | AT&T Stadium                | Mercedes-Benz Stadium                |
| Arlington Atlanta Austin Charlotte East Rutherford Houston Inglewood Santa Clara Glendale Paradise Kansas City Miami Gardens Orlando | Arlington Atlanta Austin Charlotte East Rutherford Houston Inglewood Santa Clara Glendale Paradise Kansas City Miami Gardens Orlando | Capacità: 80 000            | Capacità: 71 000                     |
| Arlington Atlanta Austin Charlotte East Rutherford Houston Inglewood Santa Clara Glendale Paradise Kansas City Miami Gardens Orlando | Arlington Atlanta Austin Charlotte East Rutherford Houston Inglewood Santa Clara Glendale Paradise Kansas City Miami Gardens Orlando |                             |                                      |
| Austin, Texas | Charlotte, Carolina del Nord | East Rutherford, New Jersey | Houston, Texas                       |
| Q2 Stadium | Bank of America Stadium | MetLife Stadium             | NRG Stadium                          |
| Capacità: 20 738 | Capacità: 74 867 | Capacità: 82 566            | Capacità: 72 220                     |
| | |                             |                                      |
| Inglewood, California | Santa Clara, California | Glendale, Arizona           | Las Vegas, Nevada (Paradise, Nevada) |
| SoFi Stadium | Levi's Stadium | State Farm Stadium          | Allegiant Stadium                    |
| Capacità: 70 240 | Capacità: 68 500 | Capacità: 63 400            | Capacità: 61 000                     |
| | |                             |                                      |
| Kansas City, Missouri | Kansas City, Kansas | Miami Gardens, Florida      | Orlando, Florida                     |
| Arrowhead Stadium | Children's Mercy Park | Hard Rock Stadium           | Inter&Co Stadium                     |
| Capacità: 76 416 | Capacità: 18 467 | Capacità: 64 767            | Capacità: 25 500                     |
| | |                             |                                      |

## Nazionali partecipanti
Il torneo include sedici squadre: dieci della CONMEBOL e sei della CONCACAF. Tutte e dieci le squadre nazionali CONMEBOL possono partecipare.
I sei partecipanti alla CONCACAF si sono qualificati tramite la CONCACAF Nations League 2023-2024. Le squadre sono le quattro vincitrici dei quarti di finale della CONCACAF Nations League 2023-2024 e le due vincitrici tra le quattro perdenti dei quarti di finale della stessa competizione. A differenza della Coppa America centenario, gli Stati Uniti non si sono qualificati automaticamente nonostante fossero i padroni di casa, ma si sono comunque assicurati un posto nel torneo tramite gli spareggi. dopo aver battuto per 4-2 Trinidad e Tobago nel risultato complessivo (vittoria per 3-0 in casa e sconfitta per 2-1 in trasferta).
| N° | Nazione     | Iscrizione CONMEBOL | Iscrizione CONCACAF | Note                                            |
| -- | ----------- | ------------------- | ------------------- | ----------------------------------------------- |
| 1  | Argentina   | 1916                | -                   | Detentrice della Copa América 2021              |
| 2  | Brasile     | 1916                | -                   |                                                 |
| 3  | Cile        | 1916                | -                   |                                                 |
| 4  | Uruguay     | 1916                | -                   |                                                 |
| 5  | Paraguay    | 1921                | -                   |                                                 |
| 6  | Perù        | 1925                | -                   |                                                 |
| 7  | Bolivia     | 1926                | -                   |                                                 |
| 8  | Ecuador     | 1927                | -                   |                                                 |
| 9  | Colombia    | 1936                | -                   |                                                 |
| 10 | Venezuela   | 1952                | -                   |                                                 |
| 11 | Stati Uniti | -                   | 1961                | Finalista CONCACAF Nations League 2023-2024     |
| 12 | Messico     | -                   | 1961                | Finalista CONCACAF Nations League 2023-2024     |
| 13 | Giamaica    | -                   | 1963                | Finalista CONCACAF Nations League 2023-2024     |
| 14 | Panama      | -                   | 1961                | Finalista CONCACAF Nations League 2023-2024     |
| 15 | Canada      | -                   | 1961                | Vincitrice CONCACAF spareggio di qualificazione |
| 16 | Costa Rica  | -                   | 1961                | Vincitrice CONCACAF spareggio di qualificazione |

## Arbitri
Il 24 maggio 2024 la CONMEBOL ha convocato 23 arbitri, 46 assistenti arbitrali e 32 arbitri VAR. 
Questa edizione vedrà anche la partecipazione di una squadra di arbitri italiani nell'ambito di un programma di scambio rientrante nell'accordo di cooperazione tra la UEFA e la CONMEBOL.
| Federazione | Arbitri                                  | Assistenti arbitrali                                                        | Arbitri VAR                                         |
| ----------- | ---------------------------------------- | --------------------------------------------------------------------------- | --------------------------------------------------- |
| Argentina   | Dario Herrera Yael Falcón                | Juan Belatti Cristian Navarro Facundo Rodriguez Maximiliano del Yesso       | Mauro Vigliano Silvio Trucco Héctor Paletta         |
| Bolivia     | Ivo Méndez                               | José Antelo Edwar Saavedra                                                  | Gery Vargas                                         |
| Brasile     | Wilton Sampaio Raphael Claus Edina Alves | Danilo Manis Rodrigo Correa Bruno Boschilia Bruno Pires Neuza Back          | Rodolpho Toski Daniel Nobre Pablo Goncalves         |
| Cile        | Piero Maza Cristián Garay                | Claudio Urrutia Miguel Rocha Jose Retamal Juan Serrano                      | Juan Lara Rodrigo Carvajal Edson Cisternas          |
| Colombia    | Wilmar Roldán Jhon Ospina                | Alexander Guzmán Jhon Alexander León Jhon Gallego Miguel Roldán Mary Blanco | Nicolás Gallo Yadir Acuña David Rodriguez           |
| Ecuador     | Augusto Aragon                           | Christian Lescano Ricardo Baren                                             | Carlos Obre Bryan Loayza                            |
| Guatemala   | Mario Escobar                            | Luis Ventura Humberto Panjoj                                                |                                                     |
| Italia      | Maurizio Mariani                         | Daniele Bindoni Alberto Tegoni                                              | Marco Di Bello Aleandro Di Paolo                    |
| Messico     | César Ramos Palazuelos                   | Alberto Morin Marco Bisguerra                                               | Erik Miranda Guillermo Pacheco                      |
| Nicaragua   |                                          |                                                                             | Tatiana Guzmán                                      |
| Paraguay    | Juan Benitez                             | Eduardo Cardozo Milciades Saldívar                                          | Derlis López Eduardo Britos José Cuevas             |
| Perù        | Kevin Ortega                             | Michael Orue Stephen Atoche                                                 | Joel Alarcón Jonny Bossio Augusto Menendez          |
| El Salvador | Iván Barton                              | David Moran Henri Pupiro                                                    |                                                     |
| Uruguay     | Andrés Matonte Gustavo Tejera            | Nicolás Taran Martin Soppi Carlos Barreiro Pablo Llarena                    | Leodan Gonzalez Richard Trinidad Cristhian Ferreyra |
| Stati Uniti | Ismail Elfath Tori Penso                 | Corey Parker Kyle Atkins Brooke Mayo Kathryn Nesbitt                        | Armando Villarreal                                  |
| Venezuela   | Jesús Valenzuela Alexis Herrera          | Jorge Urrego Alberto Ponte Lubin Torrealba Migdalia Rodriguez               | Juan Ernesto Soto Carlos Lopez                      |

## Convocazioni
La CONMEBOL ha comunicato che ogni nazionale avrebbe dovuto presentare entro il 5 maggio 2024 una lista di giocatori pre-convocati per il torneo, con un numero variabile tra un minimo di 35 ad un massimo di 55 elementi.
Il 16 maggio 2024 il Comitato esecutivo della CONMEBOL ha confermato anche per questa edizione l'allargamento delle rose, fino ad un massimo di 26 giocatori dopo che, nell'edizione precedente, era stato approvato un ampliamento con l'obiettivo di limitare l'impatto delle eventuali positività al SARS-CoV-2. Ciononostante, la CONMEBOL non obbliga le nazionali ad avere rose da 26 elementi, prima di comunicare la rosa definitiva entro il 12 giugno 2024.

## Sorteggio
Il sorteggio della fase a gironi si è tenuto il 7 dicembre 2023 alle 19:30 EST (UTC-5) presso il James L. Knight Center di Miami, in Florida. Le sedici squadre sono state sorteggiate in quattro gironi da quattro, selezionando una squadra da ciascuna delle quattro fasce.
Per il sorteggio, le quattro squadre della prima fascia sono state pre-inserita nei rispettivi gironi, determinati come segue:
- I campioni in carica della Copa América, l'Argentina, sono stati inseriti come testa di serie nel Gruppo A;
- I campioni in carica della CONCACAF Gold Cup, il Messico, sono stati inseriti come testa di serie nel Gruppo B;
- La squadra CONCACAF con il punteggio più alto nel ranking mondiale FIFA di ottobre 2023, gli Stati Uniti, sono stati inseriti come testa di serie nel Gruppo C;
- La squadra CONMEBOL successiva con il punteggio più alto nel ranking mondiale FIFA di ottobre 2023, il Brasile, sono stati inseriti come testa di serie nel Gruppo D;
- Le rimanenti 12 squadre sono state inserite nelle fasce 2-4 secondo il ranking mondiale di ottobre 2023, con i posti per i 2 partecipanti alla CONCACAF ancora da determinare al momento del sorteggio, ciascuno dei quali è stato automaticamente inserito nella fascia 4.[16]

Per il sorteggio, le regole della competizione stabiliscono che nessun gruppo può avere più di tre squadre CONMEBOL o più di due squadre CONCACAF. Se questa condizione non viene soddisfatta durante il sorteggio, la squadra passerà al successivo girone disponibile in ordine alfabetico.
| Pos | Squadra     |
| --- | ----------- |
| 1   | Argentina   |
| 14  | Messico     |
| 12  | Stati Uniti |
| 5   | Brasile     |

| Pos | Squadra  |
| --- | -------- |
| 11  | Uruguay  |
| 15  | Colombia |
| 32  | Ecuador  |
| 35  | Perù     |

| Pos | Squadra   |
| --- | --------- |
| 40  | Cile      |
| 41  | Panama    |
| 49  | Venezuela |
| 53  | Paraguay  |

| Pos | Squadra    |
| --- | ---------- |
| 55  | Giamaica   |
| 85  | Bolivia    |
| 50  | Canada     |
| 54  | Costa Rica |

| Giornata   | Date                           | Gruppo A         | Gruppo B         | Gruppo C         | Gruppo D         |
| ---------- | ------------------------------ | ---------------- | ---------------- | ---------------- | ---------------- |
| Giornata 1 | 20–24 giugno 2024              | A1 v A4, A2 v A3 | B2 v B3, B1 v B4 | C1 v C4, C2 v C3 | D2 v D3, D1 v D4 |
| Giornata 2 | 25–28 giugno 2024              | A2 v A4, A3 v A1 | B2 v B4, B3 v B1 | C3 v C1, C2 v C4 | D2 v D4, D3 v D1 |
| Giornata 3 | 29 giugno 2024 – 2 luglio 2024 | A1 v A2, A4 v A3 | B1 v B2, B4 v B3 | C1 v C2, C4 v C3 | D1 v D2, D4 v D3 |

### CONCACAF spareggio di qualificazione
| Arbitro: | Ortiz |

|                             |           |  |
| Larin 61’ Shaffelburg 90+1’ | Marcatori |  |

| Arbitro: | Elfath |

|                                  |           |              |
| Galo 12’ Madrigal 56’ Brenes 62’ | Marcatori | 10’ Chirinos |

## Fase a gironi
Si qualificano alla fase a eliminazione diretta le prime due squadre classificate di ogni gruppo.

### Gruppo A

#### Classifica
| Pos. | Squadra   | Pt | G | V | N | P | GF | GS | DR |
| ---- | --------- | -- | - | - | - | - | -- | -- | -- |
| 1.   | Argentina | 9  | 3 | 3 | 0 | 0 | 5  | 0  | +5 |
| 2.   | Canada    | 4  | 3 | 1 | 1 | 1 | 1  | 2  | -1 |
| 3.   | Cile      | 2  | 3 | 0 | 2 | 1 | 0  | 1  | -1 |
| 4.   | Perù      | 1  | 3 | 0 | 1 | 2 | 0  | 3  | -3 |

#### Risultati
| Arbitro: | Jesús Valenzuela |

|                              |           |  |
| Álvarez 49’ La. Martínez 88’ | Marcatori |  |

| Arlington 21 giugno 2024, ore 19:00 UTC-5 Incontro 2 | Perù           | 0 – 0 referto | Cile | AT&T Stadium (43 030 spett.)\| Arbitro: \| Wilton Sampaio \| |
| Arbitro:                                             | Wilton Sampaio |               |      |                                                              |

| Arbitro: | Mario Escobar |

|  |           |           |
|  | Marcatori | 74’ David |

| Arbitro: | Andrés Matonte |

|  |           |                  |
|  | Marcatori | 88’ La. Martínez |

| Arbitro: | César Ramos |

|                       |           |  |
| La. Martínez 47’, 86’ | Marcatori |  |

| Orlando 29 giugno 2024, ore 20:00 UTC-4 Incontro 18 | Canada        | 0 – 0 referto | Cile | Inter&Co Stadium (24 481 spett.)\| Arbitro: \| Wilmar Roldán \| |
| Arbitro:                                            | Wilmar Roldán |               |      |                                                                 |

### Gruppo B

#### Classifica
| Pos. | Squadra   | Pt | G | V | N | P | GF | GS | DR |
| ---- | --------- | -- | - | - | - | - | -- | -- | -- |
| 1.   | Venezuela | 9  | 3 | 3 | 0 | 0 | 6  | 1  | +5 |
| 2.   | Ecuador   | 4  | 3 | 1 | 1 | 1 | 4  | 3  | +1 |
| 3.   | Messico   | 4  | 3 | 1 | 1 | 1 | 1  | 1  | 0  |
| 4.   | Giamaica  | 0  | 3 | 0 | 0 | 3 | 1  | 7  | -6 |

#### Risultati
| Arbitro: | Wilmar Roldán |

|               |           |                     |
| Sarmiento 40’ | Marcatori | 64’ Cádiz 74’ Bello |

| Arbitro: | Ismail Elfath |

|             |           |  |
| Arteaga 69’ | Marcatori |  |

| Arbitro: | Cristián Garay |

|                                                 |           |             |
| Palmer 13’ (aut.) Páez 45+4’ (rig.) Minda 90+1’ | Marcatori | 54’ Antonio |

| Arbitro: | Raphael Claus |

|                   |           |  |
| Rondón 57’ (rig.) | Marcatori |  |

| Glendale 30 giugno 2024, ore 17:00 UTC-7 Incontro 19 | Messico       | 0 – 0 referto | Ecuador | State Farm Stadium (62 565 spett.)\| Arbitro: \| Mario Escobar \| |
| Arbitro:                                             | Mario Escobar |               |         |                                                                   |

| Arbitro: | Maurizio Mariani |

|  |           |                                  |
|  | Marcatori | 49’ Bello 56’ Rondón 85’ Ramírez |

### Gruppo C

#### Classifica
| Pos. | Squadra     | Pt | G | V | N | P | GF | GS | DR |
| ---- | ----------- | -- | - | - | - | - | -- | -- | -- |
| 1.   | Uruguay     | 9  | 3 | 3 | 0 | 0 | 9  | 1  | +8 |
| 2.   | Panama      | 6  | 3 | 2 | 0 | 1 | 6  | 5  | +1 |
| 3.   | Stati Uniti | 3  | 3 | 1 | 0 | 2 | 3  | 3  | 0  |
| 4.   | Bolivia     | 0  | 3 | 0 | 0 | 3 | 1  | 10 | -9 |

#### Risultati
| Arbitro: | Maurizio Mariani |

|                        |           |  |
| Pulisic 3’ Balogun 44’ | Marcatori |  |

| Arbitro: | Piero Maza |

|                                    |           |               |
| M. Araújo 16’ Núñez 85’ Viña 90+1’ | Marcatori | 90+5’ Murillo |

| Arbitro: | Iván Barton |

|                          |           |             |
| Blackman 26’ Fajardo 83’ | Marcatori | 22’ Balogun |

| Arbitro: | Juan Benitez |

|                                                                 |           |  |
| Pellistri 8’ Núñez 21’ M. Araújo 77’ Valverde 81’ Bentancur 89’ | Marcatori |  |

| Arbitro: | Kevin Ortega |

|  |           |                |
|  | Marcatori | 66’ M. Olivera |

| Arbitro: | Edina Alves |

|             |           |                                      |
| Miranda 69’ | Marcatori | 22’ Fajardo 79’ Guerrero 90+1’ Yanis |

### Gruppo D

#### Classifica
| Pos. | Squadra    | Pt | G | V | N | P | GF | GS | DR |
| ---- | ---------- | -- | - | - | - | - | -- | -- | -- |
| 1.   | Colombia   | 7  | 3 | 2 | 1 | 0 | 6  | 2  | +4 |
| 2.   | Brasile    | 5  | 3 | 1 | 2 | 0 | 5  | 2  | +3 |
| 3.   | Costa Rica | 4  | 3 | 1 | 1 | 1 | 2  | 4  | -2 |
| 4.   | Paraguay   | 0  | 3 | 0 | 0 | 3 | 3  | 8  | -5 |

#### Risultati
| Arbitro: | Dario Herrera |

|                     |           |            |
| Muñoz 32’ Lerma 42’ | Marcatori | 69’ Enciso |

| Inglewood 24 giugno 2024, ore 18:00 UTC-7 Incontro 7 | Brasile            | 0 – 0 referto | Costa Rica | SoFi Stadium (67 158 spett.)\| Arbitro: \| César Arturo Ramos \| |
| Arbitro:                                             | César Arturo Ramos |               |            |                                                                  |

| Arbitro: | Gustavo Tejera |

|                                         |           |  |
| Díaz 31’ (rig.) Sánchez 59’ Córdoba 62’ | Marcatori |  |

| Arbitro: | Piero Maza |

|              |           |                                                  |
| Alderete 48’ | Marcatori | 35’, 45+5’ Vinícius 43’ Sávio 65’ (rig.) Paquetá |

| Arbitro: | Jesús Valenzuela |

|              |           |             |
| Raphinha 12’ | Marcatori | 45+2’ Muñoz |

| Arbitro: | Yael Falcón |

|                     |           |          |
| Calvo 3’ Alcócer 7’ | Marcatori | 55’ Sosa |

## Fase a eliminazione diretta
Supererà il turno ad eliminazione diretta la squadra che, al termine dei 90 minuti regolamentari, avrà segnato più reti. In caso di parità si procederà a determinare la vincitrice tramite i tiri di rigore. Solo nella partita finale sono previsti due tempi supplementari da 15 minuti ciascuno, al termine dei quali si procederà con i tiri di rigore in caso di ulteriore parità.

### Tabellone
|  | Quarti di finale     | Quarti di finale      |                            |               | Semifinali                | Semifinali                |  |  | Finale                | Finale |
|  |                      |                       |                            |               |                           |                           |  |  |                       |        |
|  | 4 luglio - Houston   |                       |                            |               |                           |                           |  |  |                       |        |
|  |                      |                       |                            |               |                           |                           |  |  |                       |        |
|  | 1A. Argentina (dtr)  | 1 (4)                 |                            |               |                           |                           |  |  |                       |        |
|  | 1A. Argentina (dtr)  | 1 (4)                 | 9 luglio - East Rutherford |               |                           |                           |  |  |                       |        |
|  | 2B. Ecuador          | 1 (2)                 |                            |               |                           |                           |  |  |                       |        |
|  | 2B. Ecuador          | 1 (2)                 | Argentina                  | 2             |                           |                           |  |  |                       |        |
|  | 5 luglio - Arlington |                       | Argentina                  | 2             |                           |                           |  |  |                       |        |
|  |                      | Canada                | 0                          |               |                           |                           |  |  |                       |        |
|  | 1B. Venezuela        | Canada                | 0                          | 1 (3)         |                           |                           |  |  |                       |        |
|  | 1B. Venezuela        |                       | 14 luglio - Miami Gardens  | 1 (3)         |                           |                           |  |  |                       |        |
|  | 2A. Canada (dtr)     | 1 (4)                 |                            |               |                           |                           |  |  |                       |        |
|  | 2A. Canada (dtr)     | 1 (4)                 | Argentina (dts)            | 1             |                           |                           |  |  |                       |        |
|  | 6 luglio - Paradise  |                       | Argentina (dts)            | 1             |                           |                           |  |  |                       |        |
|  |                      | Colombia              | 0                          |               |                           |                           |  |  |                       |        |
|  | 1C. Uruguay (dtr)    | Colombia              | 0                          | 0 (4)         |                           |                           |  |  |                       |        |
|  | 1C. Uruguay (dtr)    | 10 luglio - Charlotte |                            | 0 (4)         |                           |                           |  |  |                       |        |
|  | 2D. Brasile          | 0 (2)                 |                            |               |                           |                           |  |  |                       |        |
|  | 2D. Brasile          | 0 (2)                 | Uruguay                    | 0             | Finale per il terzo posto | Finale per il terzo posto |  |  |                       |        |
|  | 6 luglio - Glendale  |                       | Uruguay                    | 0             | Finale per il terzo posto | Finale per il terzo posto |  |  |                       |        |
|  |                      | Colombia              | 1                          |               |                           |                           |  |  |                       |        |
|  | 1D. Colombia         | Colombia              | 1                          | 5             | Canada                    | 2 (3)                     |  |  |                       |        |
|  | 1D. Colombia         |                       |                            | 5             | Canada                    | 2 (3)                     |  |  |                       |        |
|  | 2C. Panama           | 0                     |                            | Uruguay (dtr) | 2 (4)                     |                           |  |  |                       |        |
|  | 2C. Panama           | 0                     |                            |               | 2 (4)                     |                           |  |  |                       |        |
|  |                      |                       |                            |               |                           |                           |  |  | 13 luglio - Charlotte |        |
|  |                      |                       |                            |               |                           |                           |  |  |                       |        |

### Quarti di finale
| Arbitro: | Andrés Matonte |

|                                             |                      |                              |
| Li. Martínez 35’                            | Marcatori            | 90+2’ Rodríguez              |
| Messi Álvarez Mac Allister Montiel Otamendi | Tiri di rigore 4 – 2 | Mena Minda Yeboah J. Caicedo |

| Arbitro: | Wilton Sampaio |

|                                            |                      |                                            |
| Rondón 65’                                 | Marcatori            | 13’ Shaffelburg                            |
| Rondón Herrera Rincón Savarino Cádiz Ángel | Tiri di rigore 3 – 4 | David Millar Bombito Eustáquio Davies Koné |

| Arbitro: | Maurizio Mariani |

|                                                                      |           |  |
| Córdoba 8’ Rodríguez 15’ (rig.) Díaz 41’ Ríos 70’ Borja 90+4’ (rig.) | Marcatori |  |

| Arbitro: | Dario Herrera |

|                                                 |                      |                                         |
| Valverde Bentancur De Arrascaeta Giménez Ugarte | Tiri di rigore 4 – 2 | Militão Pereira Douglas Luiz Martinelli |

### Semifinali
| Arbitro: | Piero Maza |

|                       |           |  |
| Álvarez 22’ Messi 51’ | Marcatori |  |

| Arbitro: | César Arturo Ramos |

|  |           |           |
|  | Marcatori | 39’ Lerma |

### Incontro per il terzo posto
| Arbitro: | Alexis Herrera |

|                                     |                      |                                         |
| Koné 22’ David 80’                  | Marcatori            | 8’ Bentancur 90+2’ Suárez               |
| David Bombito Koné Choinière Davies | Tiri di rigore 3 – 4 | Valverde Bentancur De Arrascaeta Suárez |

### Finale
| Arbitro: | Raphael Claus |

|                   |           |  |
| La. Martínez 112’ | Marcatori |  |

## Statistiche

### Classifica marcatori
5 reti
- Lautaro Martínez

3 reti
- Salomón Rondón (1 rig.)

2 reti
- Julián Álvarez
- Vinícius Júnior
- Jonathan David
- Jhon Córdoba
- Luis Díaz (1 rig.)

- Jefferson Lerma
- Daniel Muñoz
- José Fajardo
- Folarin Balogun
- Maximiliano Araújo

- Rodrigo Bentancur
- Darwin Núñez
- Eduard Bello

1 rete
- Lisandro Martínez
- Lionel Messi
- Bruno Miranda
- Lucas Paquetá
- Raphinha
- Sávio
- Ismaël Koné
- Jacob Shaffelburg
- Miguel Borja (1 rig.)
- Richard Ríos
- James Rodríguez (1 rig.)
- Davinson Sánchez

- Josimar Alcócer
- Francisco Calvo
- Alan Minda
- Kendry Páez (1 rig.)
- Kevin Rodríguez
- Jeremy Sarmiento
- Michail Antonio
- Gerardo Arteaga
- César Blackman
- Eduardo Guerrero
- Michael Murillo
- César Yanis

- Omar Alderete
- Julio Enciso
- Ramón Sosa
- Christian Pulisic
- Mathías Olivera
- Facundo Pellistri
- Luis Suárez
- Federico Valverde
- Matías Viña
- Jhonder Cádiz
- Eric Ramírez

Autoreti
- Kasey Palmer (1, pro  Ecuador)

## Premi
Miglior giocatore del torneo
 James Rodríguez
Miglior portiere del torneo
 Emiliano Martínez
Miglior marcatore del torneo
 Lautaro Martínez
Premio fair play
 Colombia
Squadra del torneo
| Portiere          | Difensori                                                         | Centrocampisti                                | Attaccanti                             |
| ----------------- | ----------------------------------------------------------------- | --------------------------------------------- | -------------------------------------- |
| Emiliano Martínez | Piero Hincapié Davinson Sánchez Cristian Romero Alistair Johnston | James Rodríguez Manuel Ugarte Rodrigo de Paul | Raphinha Lautaro Martínez Lionel Messi |